# Bâtiment situé 2 rue Frankopanska à Subotica
Le bâtiment situé 2 rue Frankopanska à Subotica (en serbe cyrillique : Зграда у Ул. Франкопанској бр. 2 у Суботици ; en serbe latin : Zgrada u Ul. Frankopanskoj br. 2 u Subotici) est situé à Subotica, dans la province de Voïvodine et dans le district de Bačka septentrionale, en Serbie. Il est inscrit sur la liste des monuments culturels protégés de la république de Serbie (identifiant no SK 1798).

## Présentation

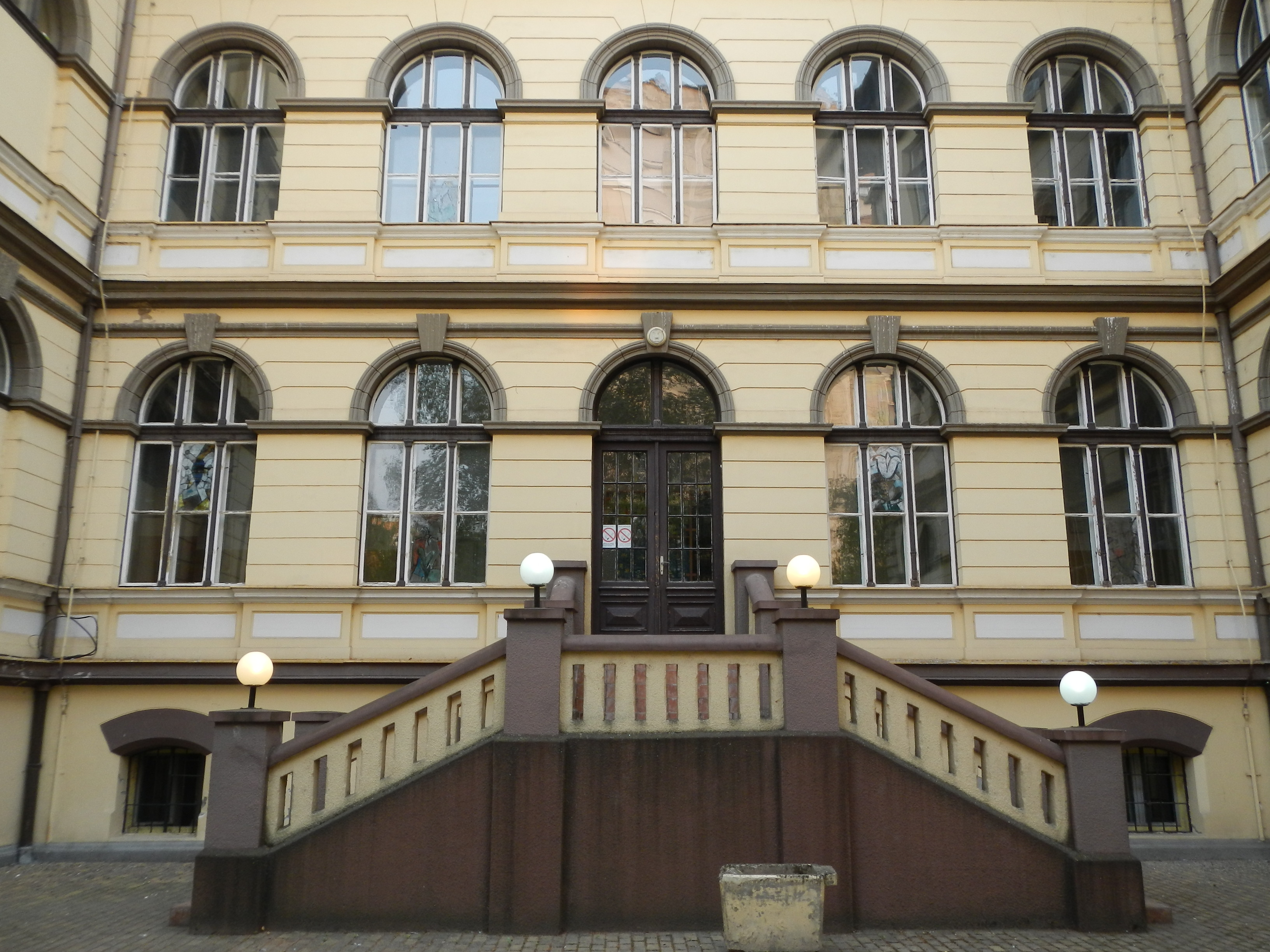
Autre vue du bâtiment.

À la fin du XIXe siècle, cinq écoles ont été construites à Subotica. Parmi les plus représentatives figure celle du 2 rue Frankopanska, construite à l'emplacement de l'auberge Kakas sur des plans de l'architecte Titus Mačković ; après un désaccord avec la ville, Mačković a été remplacé par l'ingénieur Gyula Váli, qui a apporté quelques changements dans le projet initial. L'édifice a été achevé en 1892 et l'école a ouvert ses portes le 1er septembre de la même année. Conçu au départ comme un bâtiment constitué d'un simple rez-de-chaussée, il a été surélevé par la suite.
Le plan du bâtiment est celui de la lette cyrillique « П » ; l'édifice abrite 13 salles de classe, une zone administrative, une salle de sport et deux appartements pour les concierges.
L'une des façades est construite en briques jaunes qui donnent à l'ensemble un aspect décoratif. L'entrée principale, située au centre, est accessible par un double escalier doté d'une balustrade. Les ouvertures sont cintrées au rez-de-chaussée et rectangulaires aux étages ; elles sont toutes décorées de moulures simples qui prennent la forme d'un linteau profilé au premier étage. Le toit est recouvert de tuiles rainurées rouges.
Aujourd'hui, le bâtiment abrite une école pour les jeunes sourds et muets.